# Crocothemis nigrifrons
Crocothemis nigrifrons – gatunek ważki z rodziny ważkowatych (Libellulidae).